# Spoorwegbassin
Het Spoorwegbassin is een haven in het Oostelijk Havengebied van Amsterdam. De haven ligt ten oosten van de Cornelis van Eesterenlaan en mondt uit in het Amsterdam-Rijnkanaal.
Het Spoorwegbassin ligt tussen de kunstmatige schiereilanden Borneo en Sporenburg. Aan de noordkant van het water ligt de Panamakade op Sporenburg, aan de zuidkant ligt de Stuurmankade op Borneo.
Het gebied rondom het Spoorwegbassin was van oudsher havengebied waar zich veel loodsen en werkplaatsen bevonden, maar sinds begin jaren negentig van de 20e eeuw bestaat het Oostelijk Havengebied overwegend uit woningen. Een van de opvallendste grote gebouwen van de buurt staat langs het Spoorwegbassin op Sporenburg, de Sfinx naar het ontwerp van Frits van Dongen.
De schiereilanden Borneo en Sporenburg worden met elkaar verbonden door twee rode zusterbruggen die over het Spoorwegbassin lopen. De westelijke brug bevindt zich op gelijk niveau met de kades en is geschikt voor voetgangers en fietsers. De oostelijke Pythonbrug is opvallend hoog en heeft een hoogte van circa 10 meter, zodat pleziervaartuigen er makkelijk onderdoor kunnen. Door de hoogte van de oostelijke brug levert het hoogste punt een opmerkelijk uitzicht over de omgeving op.
Onder het Spoorwegbassin loopt de Piet Heintunnel, de verbinding tussen het centrum van Amsterdam en de nieuwe wijk IJburg. De lage westelijke brug over het Spoorwegbassin voorkomt dat schepen tegen het schuin oplopende dak van de Piet Heintunnel varen.
| Havens en werven in het Amsterdamse havengebied |
| --- |
| · Afrikahaven Zanzibarhaven Madagascarhaven Amerikahaven Alaskahaven Cacaohaven Texashaven Aziëhaven Australiëhaven Tasmaniëhaven ADM-haven Westhaven Hornhaven Moezelhaven Mainhaven Beringhaven Suezhaven Bosporushaven Sonthaven Jan van Riebeeckhaven Usselincxhaven C. Reynierszhaven Adenhaven Ashaven Petroleumhaven Coenhaven Mercuriushaven Vlothaven Neptunushaven Minervahaven Houthaven Nieuwe Houthaven Bewaarhaven Oude Houthaven Sixhaven Ponthaven IJhaven Ertshaven Spoorwegbassin Entrepothaven Shipdock NDSM Oranjewerf Oranjesluizen P.W.Alexandersluis Noordzeekanaal IJ Dirk Metselaarhaven Isaac Baarthaven Wim Thomassenhaven |